# Phil Jackson
Pour les articles homonymes, voir Jackson.
Philip Douglas Jackson, né le 17 septembre 1945 à Deer Lodge dans le Montana, est un ancien joueur, entraîneur et manager général de basket-ball. Il est, en tant qu'entraîneur, six fois champion NBA avec les Bulls de Chicago et cinq fois avec les Lakers de Los Angeles. Il détient le record de titres NBA (11 titres), de finales disputées (13 finales), de victoires en playoffs (229 victoires), de pourcentage de victoires en saison régulière (70,4 %) et en playoffs (68,8 %), ainsi que le deuxième meilleur bilan sur une saison régulière (72-10) en 1995-1996 derrière les Warriors de Golden State (73-9) en 2015-2016.
Il a entrainé durant sa longue carrière des joueurs d'exception, tels que Michael Jordan, Scottie Pippen, Kobe Bryant ou Shaquille O'Neal. Il est connu pour son utilisation de l’attaque en triangle de Tex Winter ainsi qu'une approche holistique de l’entraînement, qui a été influencée par la philosophie orientale, lui obtenant le surnom de « Zen Master ».
En tant que joueur, Phil Jackson a joué douze saisons en NBA, remportant deux titres de champion avec les Knicks de New York en 1970 — où blessé, il ne participe à aucune rencontre — et 1973.
En 2007, Jackson a été intronisé au Hall of Fame. En 1996, dans le cadre des célébrations du cinquantenaire de la NBA, Jackson a été nommé comme étant l’un des dix plus grands entraîneurs de l’histoire de la ligue, puis parmi des quinze des 75 ans de la NBA en 2021-2022.
Jackson a pris sa retraite en tant qu'entraîneur en 2011 et a rejoint les Knicks en tant que manager général en mars 2014. Il a été démis de ses fonctions le 28 juin 2017.

## Biographie

### Jeunesse
Ses deux parents, Charles et Elisabeth Funk Jackson, étaient ministres des Assemblées de Dieu. Elisabeth venait d’une longue lignée de mennonites allemands avant sa conversion aux Assemblées de Dieu. Dans les églises qu’ils desservaient, son père prêchait généralement le dimanche matin et sa mère le dimanche soir. Finalement, son père est devenu superviseur ministériel. Phil, ses deux frères et sa demi-sœur ont grandi dans une région reculée du Montana, dans un environnement austère, dans lequel aucune danse ou télévision n’était autorisée. Jackson n’a pas vu son premier film jusqu’à ce qu’il soit en dernière année au secondaire, et est allé à une danse pour la première fois à l’université.

#### À l'école secondaire
Jackson a fréquenté l’école secondaire à Williston, dans le Dakota du Nord, où il a joué au basket-ball et a mené l’équipe à un titre d'État. Il a aussi joué au football américain, a été lanceur dans l’équipe de baseball et lanceur de disque dans des compétitions d’athlétisme. Jackson a attiré l’attention de plusieurs scouts de baseball. Leurs notes ont trouvé leur chemin vers le futur entraîneur de la NBA, Bill Fitch, qui avait déjà été entraîneur de baseball, et avait fait un peu de détection pour les Braves d'Atlanta. Fitch est devenu entraîneur de l'équipe de basket-ball des Fighting Sioux de l’université du Dakota du Nord au printemps 1962, pendant la première année d’études secondaires de Jackson.

#### À l'université
Bill Fitch a réussi à recruter Jackson à l’université du Dakota du Nord, où il était membre de la fraternité Sigma Alpha Epsilon. Jackson a bien réussi là-bas, aidant les Fighting Hawks à la troisième et quatrième place dans le tournoi de la division II de la NCAA dans ses deux premières années (1965 et 1966). Ils ont été battus par les Salukis ces deux années. Le futur coéquipier de Jackson aux Knicks, Walt Frazier, était la star des Salukis à l'époque, mais les deux ne se sont rencontrés qu'en 1965, car Frazier n’était pas admissible sur le plan scolaire en 1966.

### Carrière de joueur

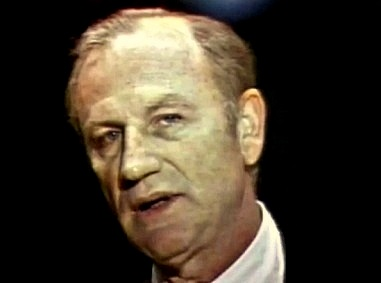
Red Holzman, son coach chez les Knicks.

Choisi par les Muskies du Minnesota lors de la draft de l'American Basketball Association (ABA), Phil Jackson est choisi par les Knicks de New York au second tour, en 17e position lors de la draft 1967 de la NBA. Les Knicks font ce choix sur la recommandation de Red Holzman, alors assistant chargé du « scooting » (recherches et études de joueurs pour un éventuel recrutement). Ce dernier prend le poste d'entraîneur en chef lors de la première saison de Jackson. Malgré un temps de jeu limité, autour de 14 minutes, il inscrit 6,2 points par match et capte 4,7 rebonds. Cela lui permet, avec son coéquipier Walt Frazier,de faire partie de la NBA All Rookie team,. Une blessure au dos en décembre, après 47 recontres, le prive de la fin de sa deuxième saison. Bien que pouvant potentiellement postuler à retrouver les parquets lors de la saison suivante, les Knicks préfèrent le laisser sur la injury list, liste de blessés, pour la saison afin de s'assurer qu'il ne soit pas recruter lors de la draft d'expansion NBA 1970. Lors de cette saison 1969-1970, son équipe atteint les Finales NBA, s'imposant lors du match 7 face aux Lakers de Los Angeles.
De retour en 1970, il occupe un poste de remplaçant, notamment de Frazier et Dave DeBusschere. Les Knicks s'inclinent en finale de conférence des playoffs face aux Bullets de Baltimore. La saison suivante, les Knicks éliminent les Celtics de Boston en finale de conférence, puis s'inclinent lors des Finales NBA 1972 face aux Lakers de Los Angeles sur le score de 4 à 1. Les Celtics de Red Auerbach semblent favoris lors de la saison 1972-1973 et possèdent l'avantage du terrain lors de la finale de conférence les opposant aux Knicks. La décision se fait lors du match match 7 où les Knicks s'imposant sur le score de 94 à 78, première défaite des Celtics lors d'un match 7 disputé à domicile de son histoire. Les Knicks, après une défaite lors du match 1 s'imposent 4 à 1 lors des Finales face aux Lakers. Lors de ces playoffs, Jackson dispute 17 recontres, toutes depuis le banc, et contribue au succès de son équipe en apportant 8,7 points et 4,2 rebonds.
Handicapés par les blessures, notamment Reed, Lucas et DeBusschere, les Knicks terminent la saison 1973-1974 en finale de conférence lors d'une défaite 4 à 1 face aux Celtics. Les Knicks connaissent des changements majeurs pour la saison suivante, dont les retraites de Reed, Lucas, DeBusschere, et Jackson intègre le cinq titulaire. Il inscrit 10,8 points et capte 7,7 rebonds. Les Knciks s'inclinent 2 à 1 face aux Rockets de Houston au premier tour des playoffs. Les deux saisons, les Knicks ne parviennent pas à atteindre les playoffs, Jackson retrouvant un poste de remplaçant, se statistiques se réduisant à 6 points et 4,3 rebonds puis 3,4 points et 3 rebonds. Après une saison 1977-1978 terminée en en demi-finale de conférence face aux Sixers de Philadelphie sur le score 4 à 0, où Jackson marque 2,4 points et capte 1,7 rebond, il est transféré aux Nets du New Jersey. Kevin Loughery, l'entraîneur de cette franchise désire dans un premier temps lui donner un poste d'assistant mais la blessure de l'ailier Bob Elliot conduit Jackson à prolonger sa carrière de joueur. Jackson travaille toutefois en tant qu'assistant adjoint à temps partiel auprès des pivots.
Bien qu'étant un athlète complet, avec des bras longs, Jackson est un tireur limité et relativement lent. Il compense ses faiblesses par son analyse du jeu et énormément de travail, spécialement en défense (il est d'ailleurs le joueur de la ligue commettant le plus de fautes en 1974-1975, titre qu'il partage avec Bob Dandridge). Jackson s’est finalement imposé comme un favori des fans et l’un des principaux remplaçants de la NBA, bien qu’il ait eu très peu de temps de jeu.

### Carrière d'entraîneur
Durant les années suivantes, Jackson entraîne principalement des équipes de ligues mineures, notamment en CBA avec le club des Patroons d'Albany (il y remporte un titre en 1984). Il recherche activement un emploi en NBA sans succès, peut-être à cause de son penchant connu pour les contre-cultures (notamment le mouvement hippie).

#### Bulls de Chicago (1987-1998)
Il est finalement nommé en 1987 entraîneur-assistant aux Bulls de Chicago sous Doug Collins. Deux ans plus tard, il est nommé entraîneur. C'est là qu'il installe la fameuse attaque en triangle, développée par Tex Winter et permet aux Bulls de remporter six titres en neuf ans, dont deux three-peat. Jackson est aussi réputé pour son approche « zen » de l'entraînement qui lui permet de gérer des joueurs au caractère difficile, notamment Dennis Rodman, qu'il parvient à canaliser, réussissant l'un des plus grands paris du second three-peat des Bulls.

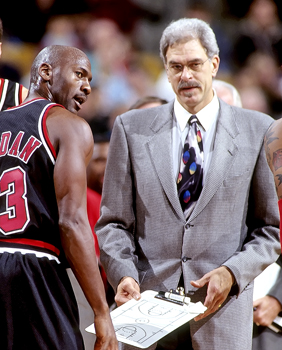
Michael Jordan (à gauche) et Jackson en 1997

Rodman a ainsi été échangé peu avant la saison 1995-1996 par les Spurs de San Antonio. Le meilleur rebondeur de la ligue ne s'adapte pas au caractère strict de l'entraîneur Brian Hill, qui le transfère aux Bulls contre Will Perdue. Si sur le plan statistique les Bulls sont largement gagnants, de nombreux analystes craignent sur le moment que Rodman ne mette en péril l'équilibre des Bulls.
Il n'en sera rien, Rodman sera un membre important de l'équipe triple-championne, défenseur hors pair et à chaque année meilleur rebondeur de la ligue.
Jackson est aussi réputé pour sa manière spéciale de faire passer ses messages aux joueurs : à l'entraînement, durant les séances de visionnage, il entrecoupe les analyses par des séquences de films. Il recommande régulièrement à ses joueurs de lire certains livres.
Mais les relations entre Phil Jackson et le general manager Jerry Krause empirent avec le temps. Après le titre de 1998, Jackson quitte l'équipe et prend une année sabbatique. Il apparaît que le départ de Jackson ait conditionné le départ à la retraite de Michael Jordan, qui paraissait pourtant désireux de continuer une année supplémentaire. Mais Krause semblait manifestement trop pressé de saborder son équipe vieillissante pour mieux la reconstruire.

#### Lakers de Los Angeles (1999-2004)
Jackson a repris une équipe talentueuse des Lakers de Los Angeles et a immédiatement produit des résultats comme il l’a fait à Chicago. Lors de sa première année à Los Angeles, l'équipe a établi un bilan de 67-15 en saison régulière. Atteignant la finale de la conférence Ouest, ils ont éliminé les Trail Blazers de Portland dans une série de sept matchs difficiles et ont ensuite remporté le titre NBA en 2000 en battant les Pacers de l'Indiana.

Avec le talentueux duo de superstars Shaquille O'Neal et Kobe Bryant, accompagnés de bons joueurs tels que Glen Rice, Derek Fisher, Rick Fox, Devean George, A.C. Green, Robert Horry et Brian Shaw, avec l’aide des anciens Bulls Horace Grant, Ron Harper et John Salley, Jackson a mené les Lakers à deux titres supplémentaires en 2001 et 2002, contre les 76ers de Philadelphie et les Nets du New Jersey, conduisant ainsi à son troisième three-peat en tant qu'entraîneur.

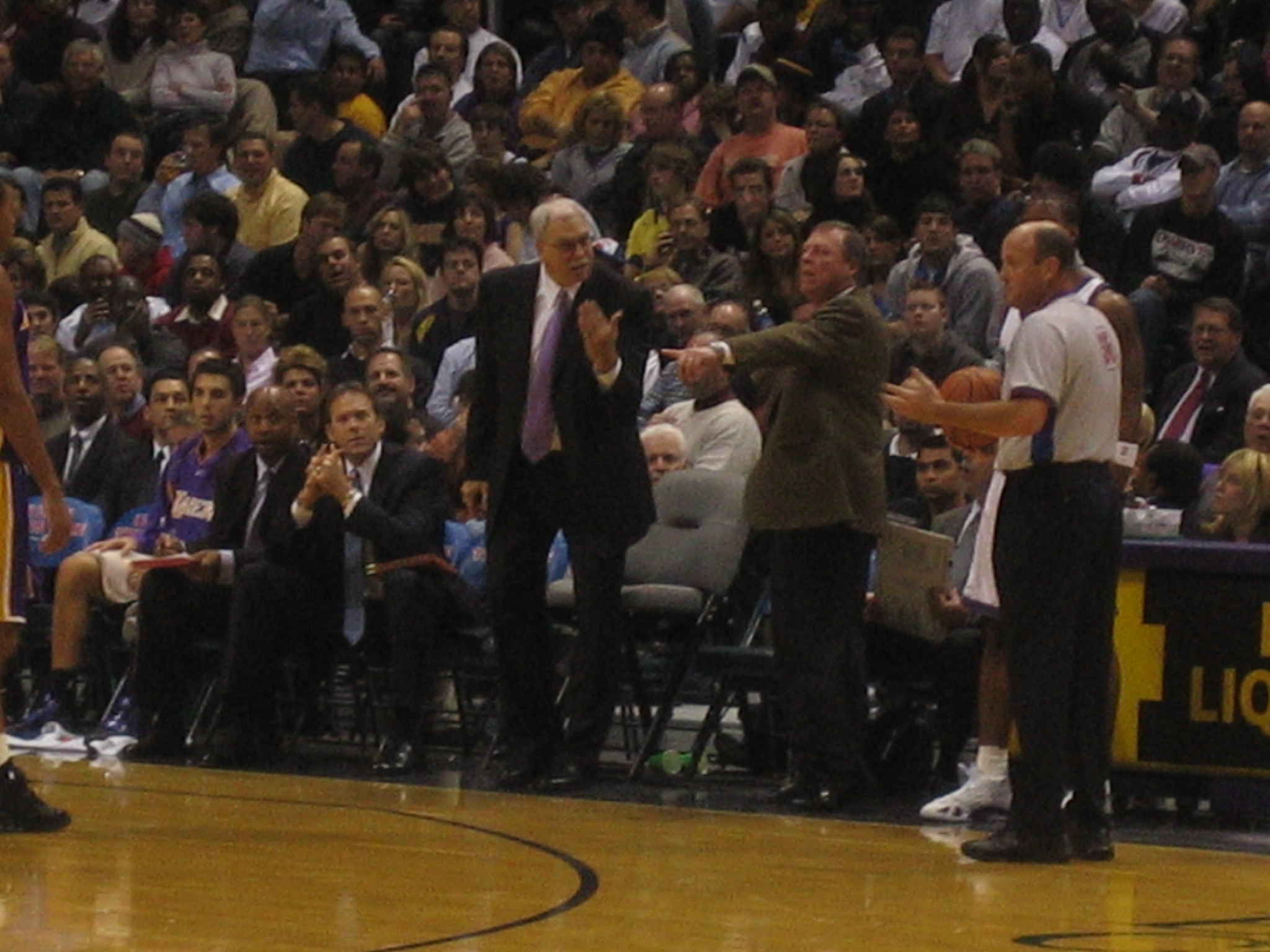
Sur le banc des Lakers

Cependant, avec les blessures, le faible jeu du banc, et la tension publique entre Bryant et O’Neal, l'équipe perd de son aura, et ils ont été battus au second tour des playoffs 2003 par les futurs champions NBA, les Spurs de San Antonio. Bien que remarquablement efficace dans le jeu de Jackson, Kobe Bryant avait un dégoût personnel pour le style de basket-ball proposé par Jackson et l'a même qualifié d'ennuyeux. Dans les matchs, Bryant négligeait souvent la mise en place tactique pour expérimenter ses propres mouvements en un-contre-un, exaspérant Jackson normalement calme. Bryant a réussi à faire perdre patience au coach, et ce dernier a même exigé que Bryant soit échangé, bien que la direction des Lakers ait rejeté la demande.
Avant la saison 2003-2004, les Lakers ont signé des vétérans, Karl Malone et Gary Payton, qui avaient été des superstars pour le Jazz de l'Utah et les SuperSonics de Seattle, respectivement, ce qui a permis à l'équipe d'avoir l'étiquette d'ultra favoris. Mais dès le premier jour du camp d’entraînement, les Lakers ont été assaillis par des distractions. Le procès de Bryant pour agression sexuelle, la discorde entre O’Neal et Bryant, et les disputes répétées entre Jackson et Bryant ont affecté toute l’équipe pendant la saison. Malgré ces distractions, les Lakers ont battu les Spurs pour rejoindre les Finales NBA 2004. Cependant, ils ont été contrariés par les Pistons de Detroit, qui ont utilisé leur défense forte pour dominer les Lakers, remportant le titre 4-1. C’était la première fois en dix finales, en tant qu’entraîneur, que Jackson perdait le titre NBA.

#### Année sabbatique (2004-2005)
Le 18 juin 2004, trois jours après la défaite face aux Pistons, les Lakers ont annoncé que Jackson a quitté son poste d’entraîneur des Lakers. Jackson avait cherché à doubler son salaire de 6 millions de dollars à 12 millions de dollars à l’expiration de son contrat. Il avait une offre de contrat des Lakers, mais il n’y avait pas donné suite. De nombreux fans ont attribué le départ de Jackson directement aux souhaits de Bryant, alors que le propriétaire des Lakers, Jerry Buss, aurait pris le parti de Bryant. Jackson, Bryant et Buss ont tous nié que Bryant avait fait une demande explicite concernant Jackson. Cependant, O’Neal a indiqué qu’il estimait que la franchise était effectivement en train de satisfaire les souhaits de Bryant avec le départ de Jackson.
Cet automne-là, Jackson a publié The Last Season, un livre qui décrit son point de vue sur les tensions qui ont entouré l’équipe des Lakers de 2003-2004. Le livre était pointilleusement critique de Kobe Bryant.
Durant la saison 2004-2005, Phil Jackson est pressenti comme remplaçant de Lenny Wilkens aux Knicks de New York. C'est finalement Herb Williams qui prend le poste.

#### Retour aux Lakers (2005-2011)
Le 14 juin 2005, il retourne en tant qu'entraîneur aux Lakers de Los Angeles, amenant les Lakers à une septième place pour accéder aux playoffs. Une fois de plus, promouvant la notion de jeu d’équipe désintéressé incarnée par l'attaque en triangle, l’équipe a obtenu des résultats substantiels, en particulier dans le dernier mois de la saison. Cependant, les Lakers ont fait face à une série difficile au premier tour des playoffs 2006 contre les Suns de Phoenix, menés par un MVP en titre, Steve Nash. C’était la première fois que l’équipe de Jackson n’atteignait pas le second tour des séries éliminatoires. Les Lakers ont pris une avance de 3-1, mais les Suns ont remporté les trois derniers pour l'emporter dans la série.
Le 7 janvier 2007, Jackson a remporté son 900e match, le plaçant 9e sur la liste du plus grand nombre de victoires pour les entraîneurs de la NBA. Avec cette victoire, il est devenu l'entraineur à atteindre 900 victoires le plus rapidement en carrière, le faisant en seulement 1 264 matchs, battant le précédent record de Pat Riley avec 1 278 matchs.

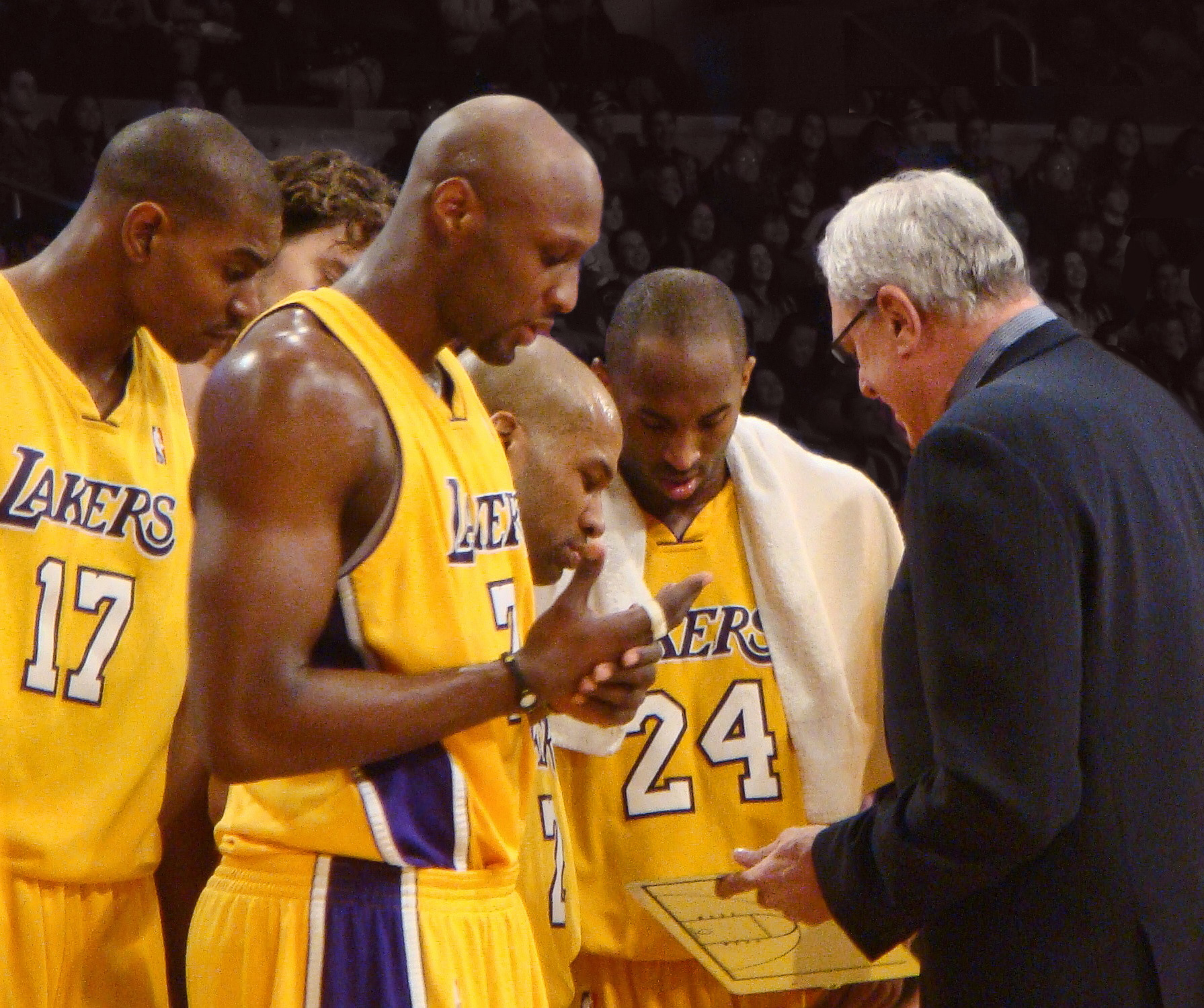
Phil Jackson chez les Lakers

Au cours de la saison 2007-2008, les Lakers ont pu obtenir Pau Gasol dans un échange avec les Grizzlies de Memphis. Avec une autre star à jumeler avec Bryant, Jackson a mené les Lakers à une apparition dans les finales 2008 de la NBA contre les Celtics de Boston. Boston a remporté la série 4-2. C’était seulement la deuxième fois en 11 apparitions que Jackson perd une finale NBA.
Le 25 décembre 2008, Jackson est devenu le sixième entraîneur à gagner 1000 matchs, où les Lakers ont battu les Celtics dans leur premier match depuis la finale de l’année dernière. Il était encore une fois l'entraîneur ayant remporté 1 000 matchs le plus rapidement, surpassant Pat Riley, qui avait eu besoin de 11 matchs de plus que Jackson.
Jackson a de nouveau mené les Lakers à la finale NBA en 2009, battant le Jazz de l'Utah, les Rockets de Houston et les Nuggets de Denver dans la campagne de playoffs. Les Lakers remportent la finale 4-1 face au Magic d'Orlando et Phil Jackson devient l'entraîneur le plus titré de l'histoire de la NBA avec dix titres de champion devant Red Auerbach, l'entraîneur des Celtics de Boston dans les années 1960.
Le 3 février 2010, Jackson a enregistré sa 534e victoire comme entraîneur des Lakers, surpassant Pat Riley pour devenir l’entraîneur ayant le plus de victoires dans l'histoire de la franchise. Lors des playoffs 2010, ils ont défait le Thunder d'Oklahoma City, le Jazz de l'Utah et les Suns de Phoenix, avant de battre les Celtics de Boston dans les finales NBA 2010, ce qui lui a valu son 11e titre de la NBA en tant qu’entraîneur et son cinquième avec les Lakers.
Il annonce le 1er juillet 2010 qu'il rempile avec les californiens pour une dernière saison qu'il espère "grande", après avoir longuement réfléchi à la question et consulté ses médecins au sujet de ses problèmes de santé. Il déclare alors que la saison 2010-2011 serait sa dernière. Il a pris sa retraite après que les Lakers aient été balayés des playoffs en demi-finale de conférence par les futurs champions de la NBA, les Mavericks de Dallas.

### Carrière de direction
En 2014, Jackson a discuté pendant des mois avec les Knicks de New York au sujet d’un poste de direction avec l’équipe. Le 18 mars, il a été présenté comme président des Knicks après avoir signé un contrat de 60 millions de dollars d’une durée de cinq ans. Le 21 avril 2014, plus d’une semaine après la fin de la saison, Mike Woodson et tout son personnel ont été congédiés par Jackson. Les Knicks ont terminé la saison avec un bilan de 37-45 et ont terminé 9e dans la conférence Est.
Le 9 juin 2014, les Knicks ont embauché Derek Fisher comme entraîneur. Ce dernier a joué sous Phil Jackson aux Lakers et ont remporté cinq titres ensemble. Le 7 janvier 2015, les Knicks ont établi un record de franchise avec 13 défaites consécutives. Ce record a été prolongé à 16 défaites consécutives après la défaite contre les Bucks de Milwaukee à Londres. Ils ont terminé la saison avec le pire bilan de l'histoire de la franchise, avec seulement 17 victoires.
Le 28 juin 2017, les Knicks ont annoncé officiellement une décision mutuelle de se séparer de Jackson. Le raisonnement spéculé pour la séparation, était la tentative de Jackson de rachat de Carmelo Anthony et sa querelle publique avec Kristaps Porziņģis. Le poste de Jackson est remplacé par son ancien subordonné, Steve Mills.

## Palmarès

### En tant que joueur
- 2x champion NBA en 1970 et 1973 avec les Knicks de New York.
- NBA All-Rookie Team en 1968.

### En tant qu'entraîneur
| Équipe      | Année     | Saison régulière | Saison régulière | Saison régulière | Saison régulière          | Playoffs  | Playoffs | Playoffs | Playoffs                                                             |
| Équipe      | Année     | Victoires        | Défaites         | %                | Classement                | Victoires | Défaites | %        | Résultat                                                             |
| ----------- | --------- | ---------------- | ---------------- | ---------------- | ------------------------- | --------- | -------- | -------- | -------------------------------------------------------------------- |
| Chicago     | 1989-1990 | 55               | 27               | 67,1             | 2e en division Centrale   | 10        | 6        | 62,5     | Défaite contre les Pistons de Détroit en finale de Conférence        |
| Chicago     | 1990-1991 | 61               | 21               | 74,4             | 1er en division Centrale  | 15        | 2        | 88,2     | Champion NBA                                                         |
| Chicago     | 1991-1992 | 67               | 15               | 81,7             | 1er en division Centrale  | 15        | 7        | 68,2     | Champion NBA                                                         |
| Chicago     | 1992-1993 | 57               | 25               | 69,5             | 1er en division Centrale  | 15        | 4        | 78,9     | Champion NBA                                                         |
| Chicago     | 1993-1994 | 55               | 27               | 67,1             | 2e en division Centrale   | 6         | 4        | 60,0     | Défaite contre les Knicks de New York en demi-finale de Conférence   |
| Chicago     | 1994-1995 | 47               | 35               | 57,3             | 3e en division Centrale   | 5         | 5        | 50,0     | Défaite contre le Magic d'Orlando en demi-finale de Conférence       |
| Chicago     | 1995-1996 | 72               | 10               | 87,8             | 1er en division Centrale  | 15        | 3        | 83,3     | Champion NBA                                                         |
| Chicago     | 1996-1997 | 69               | 13               | 84,1             | 1er en division Centrale  | 15        | 4        | 78,9     | Champion NBA                                                         |
| Chicago     | 1997-1998 | 62               | 20               | 75,6             | 1er en division Centrale  | 15        | 6        | 71,4     | Champion NBA                                                         |
| L.A. Lakers | 1999-2000 | 67               | 15               | 81,7             | 1er en division Pacifique | 15        | 8        | 65,2     | Champion NBA                                                         |
| L.A. Lakers | 2000-2001 | 56               | 26               | 68,3             | 1er en division Pacifique | 15        | 1        | 93,8     | Champion NBA                                                         |
| L.A. Lakers | 2001-2002 | 58               | 24               | 70,7             | 2e en division Pacifique  | 15        | 4        | 78,9     | Champion NBA                                                         |
| L.A. Lakers | 2002-2003 | 50               | 32               | 61,0             | 2e en division Pacifique  | 6         | 6        | 50,0     | Défaite contre les Spurs de San Antonio en demi-finale de Conférence |
| L.A. Lakers | 2003-2004 | 56               | 26               | 68,3             | 1er en division Pacifique | 13        | 9        | 59,1     | Défaite contre les Pistons de Détroit en finale                      |
| L.A. Lakers | 2005-2006 | 45               | 37               | 54,9             | 3e en division Pacifique  | 3         | 4        | 42,9     | Défaite contre les Suns de Phoenix au premier tour                   |
| L.A. Lakers | 2006-2007 | 42               | 40               | 51,2             | 2e en division Pacifique  | 1         | 4        | 20,0     | Défaite contre les Suns de Phoenix au premier tour                   |
| L.A. Lakers | 2007-2008 | 57               | 25               | 69,5             | 1er en division Pacifique | 14        | 7        | 66,7     | Défaite contre les Celtics de Boston en finale                       |
| L.A. Lakers | 2008-2009 | 65               | 17               | 79,3             | 1er en division Pacifique | 16        | 7        | 69,6     | Champion NBA                                                         |
| L.A. Lakers | 2009-2010 | 57               | 25               | 69,5             | 1er en division Pacifique | 16        | 7        | 69,6     | Champion NBA                                                         |
| L.A. Lakers | 2010-2011 | 57               | 25               | 69,5             | 1er en division Pacifique | 4         | 6        | 40,0     | Défaite contre les Mavericks de Dallas en demi-finale de Conférence  |
| Total       | Total     | 1155             | 485              | 70,4             |                           | 229       | 104      | 68,8     | 11 Championnats NBA                                                  |

#### NBA
- 11 titres NBA : Record NBA.
  - 6 fois champion NBA avec les Bulls de Chicago (1991, 1992, 1993, 1996, 1997, 1998).
  - 5 fois champion NBA avec les Lakers de Los Angeles (2000, 2001, 2002, 2009, 2010).
- 13 finales disputées : Record NBA.
- 1 155 victoires et 485 défaites en 20 saisons.
- 229 victoires et 104 défaites en 20 campagnes de playoffs.
- Record NBA du nombre de victoires en playoffs.
- 70,5% de victoires en saison régulière : Record NBA.
- 69,7% de victoires en playoffs : Record NBA.
- 20 participations en playoffs en 20 ans de carrière d'entraîneur. Jackson n'a jamais manqué la qualification pour les playoffs : Record NBA.
- 5e coach ayant le plus grand nombre de victoires en saison régulière.
- Entraîneur des Bulls de Chicago en 1995-1996 ayant réalisé un bilan de 72 victoires et 10 défaites : 2e meilleur bilan de l'histoire NBA.
- NBA Coach of the Year (Entraîneur de l'année) en 1996.
- Best Coach/Manager ESPY Award (en) en 2002, 2009 et 2010.
- En 48 séries de playoffs où l'équipe de Phil Jackson a gagné le premier match de la série, Jackson s'est imposé 48 fois.

#### CBA
- Champion CBA en 1984 avec les Patroons d'Albany.

## Vie personnelle
Jackson a cinq enfants (Brooke, Chelsea, Elizabeth, Ben et Charlie) et huit petits-enfants. Il a épousé sa première femme, Maxine, en 1967. Ils ont divorcé en 1972. Il a épousé sa deuxième épouse, June, en 1974, mais ils ont aussi divorcé. Il est sorti avec Jeanie Buss, la fille du propriétaire des Lakers, Jerry Buss, qu’il a rencontré en 1999. Les deux se sont fiancés en 2013. Le 27 décembre 2016, ils ont annoncé la fin de leur engagement dans une déclaration conjointe sur Twitter.
Jackson a admis avoir consommé de la marijuana et du LSD dans le passé. En 2010, il a dit qu’il ne croyait pas que les prisons devraient être remplies de personnes poursuivies pour marijuana, mais il a dit que la Proposition 19 de la Californie, qui aurait légalisé la marijuana, était mal rédigée.
Jackson a reçu un diagnostic de cancer de la prostate en mars 2011. Il l'a annoncé aux joueurs des Lakers en mai 2011, quand ils ont été impliqués dans le deuxième tour des playoffs contre les Mavericks de Dallas. Jackson a décidé de retarder son intervention chirurgicale après les séries éliminatoires.
En 2020, il joue dans la mini-série The Last Dance de Netflix et ESPN aux côtés de Michael Jordan, Scottie Pippen, Steve Kerr et Dennis Rodman.

## Livres
- Jackson, Phil et George Kalinsky, Take It All!, New York, Macmillan, 1970 (ISBN 0-02-029190-6)
- Jackson, Phil et Charley Rosen (en), Maverick : More Than a Game, Chicago, Playboy Press, 1975 (ISBN 0-87223-439-8, lire en ligne )
- Jackson, Phil et Hugh Delehanty, Sacred Hoops : Spiritual Lessons of a Hardwood Warrior, New York, Hyperion, 1995 (ISBN 0-7868-6206-8, lire en ligne )
- Phil Jackson et Charley Rosen, More Than a Game, New York, Seven Stories Press (en), 2001, 320 p. (ISBN 978-1-58322-060-3, lire en ligne)
- Jackson, Phil et Michael Arkush, The Last Season: A Team in Search of Its Soul (en), New York, Penguin Press, 2004 (ISBN 1-59420-035-1)
- Jackson, Phil, The Los Angeles Lakers : 50 Amazing Years in the City of Angels, San Leandro, Time Capsule Press, 2009, 256 p. (ISBN 978-0-9823242-0-2 et 0-9823242-0-0)
- Jackson, Phil, Journey to the Ring : Behind the Scenes with the 2010 NBA Champion Lakers, San Leandro, Time Capsule Press, 2010, 216 p. (ISBN 978-0-9823242-2-6 et 0-9823242-2-7)
- Jackson, Phil, Eleven Rings : The Soul of Success, New York, Penguin Press, 2013, 356 p. (ISBN 978-1-59420-511-8, lire en ligne), autobiographie qui retrace sa vie en tant que joueur mais surtout en tant que coach. Il donne ses secrets pour souder une équipe.
- Phil Jackson, un coach - Onze titres NBA : Les secrets du succès [« Eleven rings »], Talent Sport, 14 mai 2014, 337 p. (ISBN 9791093463018).